# Centennial-Challenges-Programm
Das Centennial-Challenges-Programm der NASA ist eine Initiative des Exploration Systems Mission Directorate (ESMD), das regelmäßig Wettbewerbe mit Preisgeld zu verschiedenen Raumfahrtproblemen ausschreibt. Dadurch sollen  private Entwicklerteams außerhalb des traditionellen Arbeitzusammenhangs der NASA angesprochen werden. Die Raumfahrtbehörde wurde durch den erfolgreichen Ansari X-Prize angeregt, eigene Wettbewerbe zu starten, um damit innovative Lösungen für technische Probleme zu finden.  